# Калтырак
Калтырак или Колтырак — упразднённый разъезд в Промышленновском районе Кемеровской области. На момент упразднения входил в состав Титовского сельского поселения. Исключен из учётных данных в 2001 году.

## География
Располагалась ну одноимённого железнодорожного разъезда на линии Инская — Проектная Западно-Сибирской железной дороги, на расстоянии примерно 1,5 км по прямой к юго-западу от деревни Усть-Каменка.

## История
Возникла в 1934 году в связи со строительством разъезда.